# Urnäsch
Urnäsch is een gemeente en plaats in het Zwitserse kanton Appenzell Ausserrhoden.
Urnäsch telt 2.245 inwoners.
Bühler · Gais · Grub · Heiden · Herisau · Hundwil · Lutzenberg · Rehetobel · Reute · Schönengrund · Schwellbrunn · Speicher · Stein · Teufen · Trogen · Urnäsch · Wald · Waldstatt · Wolfhalden · Walzenhausen
- Historisch woordenboek van Zwitserland: 001298
- MusicBrainz: 81d194ce-eba6-47c1-969c-56c89997df68
- Nationale Bibliotheek van Israël: 987007555490105171
- Virtual International Authority File: 139608733